# Kościół Pamięci

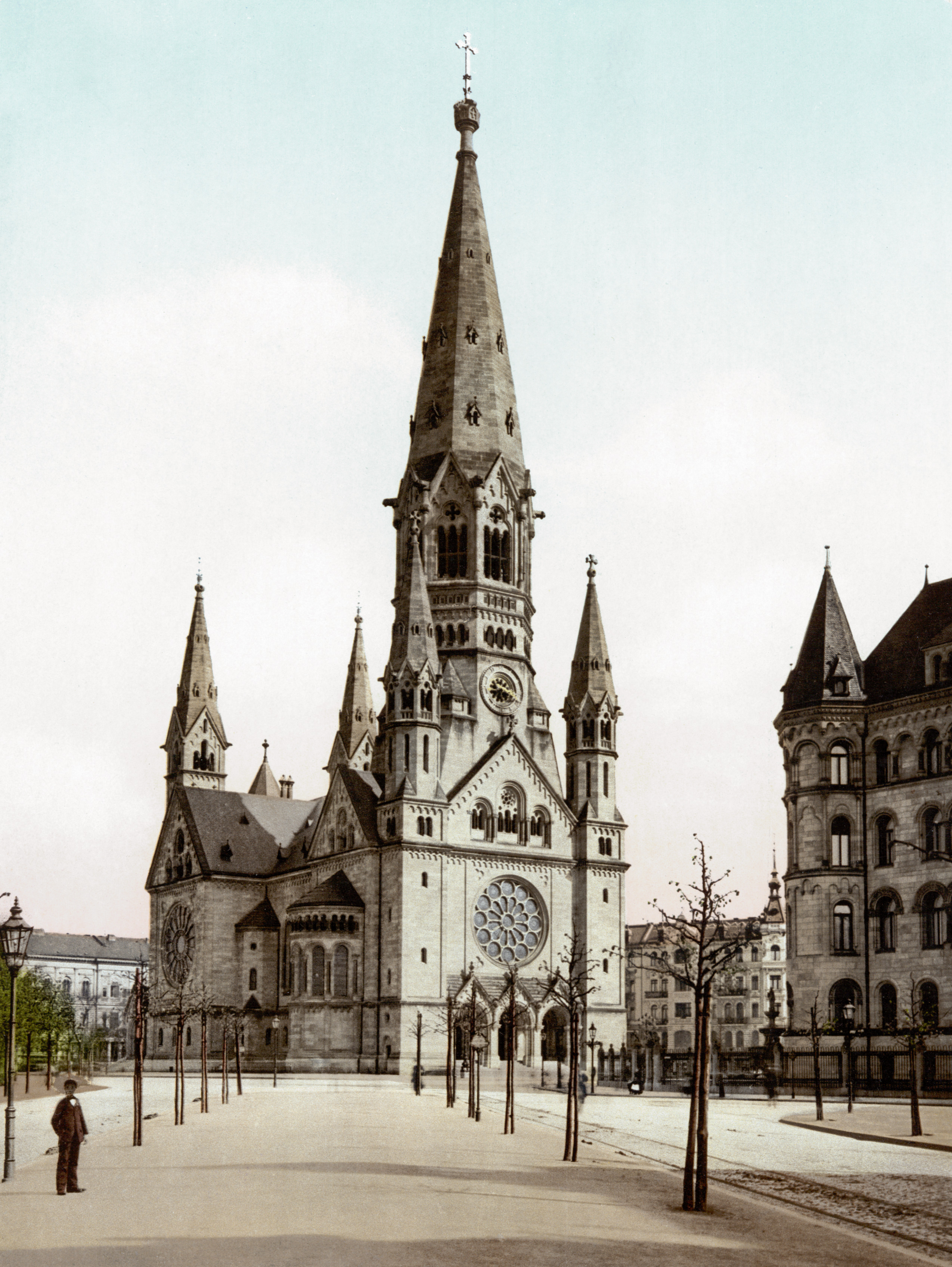
Kościół Pamięci ok. 1900 r.

Kościół Pamięci Cesarza Wilhelma (niem. Kaiser-Wilhelm-Gedächtniskirche), zwany popularnie kościołem Pamięci (Gedächtniskirche) – świątynia ewangelicka położona w Berlinie przy Breitscheidplatz, w pobliżu ulicy Kurfürstendamm w dzielnicy Charlottenburg.

## Historia
Cesarz Wilhelm II postanowił zbudować kościół, by stworzyć religijne miejsce pamięci swojego dziadka Wilhelma I. Rozpisany konkurs na projekt świątyni wygrał królewski radca budowlany i członek Berlińskiej Akademii Budowlanej Franz Schwechten. Wcześniej według jego projektu wzniesiono Anhalter Bahnhof w Berlinie. Para cesarska zaaprobowała wynik konkursu. Cesarz interesował się inwestycją, wspierał ją finansowo i kilkakrotnie odwiedzał plac budowy. Koszty budowy wyniosły 6,8 miliona marek w złocie. Pieniądze wyłożyły głównie niemieckie prowincje. Kamień węgielny położono 22 marca 1891 roku, a poświęcenie nastąpiło 1 września 1895 roku.

## Architektura
Franz Schwechten, który urodził się w Kolonii, zaprojektował budowlę w stylu neoromańskim, czerpiąc wzorce z architektury Nadrenii. Asymetryczne położenie w sieci ulic było wzorowane na katedrze w Bonn, prezbiterium na kościele mariackim w Gelnhausen. Wiele elementów zostało dokładnie skopiowanych. Naśladownictwo było tak dokładne, że do wykonania fasady użyto tufu, który pochodzi z gór Eifel i był stosowany w nadreńskich kościołach, ale w architekturze Brandenburgii jest całkowicie obcy i nieodpowiedni dla jej klimatu.
Świątynia z pięcioma wieżami miała wygląd monumentalny. Główna wieża o wysokości 113 m była najwyższa w mieście. Pod wpływem berlińskiego kościoła styl neoromański rozprzestrzenił w całych Niemczech. W przedsionku świątyni znajdowała się mozaika przedstawiająca członków rodziny Hohenzollernów czczących krzyż. Urządzono w niej także halę, do której rzeźbiarz Adolf Brütt wykonał ukończony w 1906 r. cykl przedstawiający wojny wyzwoleńcze z lat 1813–1815 i wojnę prusko-francuską 1870–1871.
W Benzingerode, dzielnicy Wernigerode, wzniesiono za zgodą architekta kopię berlińskiej świątyni w skali 1:10. Powstała ona wkrótce po ukończeniu budowy oryginału.

## Czasy po II wojnie światowej
Kościół został zniszczony podczas bombardowania w listopadzie 1943 r. Początkowo planowano wewnątrz ruiny wznieść szklaną świątynię. Rozpisany konkurs architektoniczny wygrał w marcu 1957 r. Egon Eiermann, który zaproponował usunięcie zrujnowanego kościoła i budowę na jego miejscu nowego. Projekt spowodował publiczną debatę. W jej wyniku pozostawiono 68-metrową ruinę głównej wieży jako symbol antywojenny. Do niej dobudowano według projektu Eiermanna ośmiokątną nawę, sześciokątną dzwonnicę, czworokątną kaplicę i kruchtę. Architekt zaprojektował także wyposażenie: ołtarz, ambonę, chrzcielnicę, świecznik, lampy i ławki. Szklane ściany składające się z 30 000 elementów są dziełem francuskiego artysty Gabriela Loire. 17 grudnia 1961 r. kościół poświęcił biskup Otto Dibelius. W 1987 r. świątynia otrzymała krzyż wykuty z żelaza, pochodzącego z więźby dachowej zburzonej katedry w Coventry jako symbol pojednania.